# 克森尼索主教座堂
克森尼索主教座堂（俄語：Владимирский собор）是一座俄羅斯正教會的主教座堂，外觀為新拜占庭式風格，位於克里米亞半島上的城鎮克森尼索。這座教堂被認為是弗拉基米爾一世·斯維亞托斯拉維奇接受洗禮的地方。在第二次世界大戰期間，教堂遭到嚴重破壞。1990年代後期，教堂得到了修復。

## 外部連結
- The Vladimir Cathedral in Chersonese today （页面存档备份，存于）

44°36′44″N 33°29′36″E / 44.61222°N 33.49333°E